# Arundinella ciliata
Arundinella ciliata är en gräsart som först beskrevs av William Roxburgh, och fick sitt nu gällande namn av Christian Gottfried Daniel Nees von Esenbeck och Friedrich Anton Wilhelm Miquel. Arundinella ciliata ingår i släktet Arundinella och familjen gräs. Inga underarter finns listade i Catalogue of Life.